# Juri Juda
Juri Juda (* 13. September 1983 in Pawlodar) ist ein ehemaliger kasachischer Bahn- und Straßenradrennfahrer.
2004 startete Judi Juda bei den Olympischen Spielen in Athen bei den Bahnwettbewerben. Gemeinsam mit Ilja Tschernyschow  wurde er Zwölfter im Zweier-Mannschaftsfahren, in der Einerverfolgung belegte er den 14. Platz. 2003, 2004 und 2006 wurde er jeweils Dritter der kasachischen Meisterschaft im Einzelzeitfahren auf der Straße. 2003 gewann er zudem eine Etappe des Rennens Jelajah Malaysia.

## Erfolge
2003
- eine Etappe Jelajah Malaysia

## Teams
- 2005 Capec
- 2006 Capec